# Pensacola (Florida)
Pensacola er en amerikansk by og administrativt centrum for det amerikanske county Escambia County i staten Florida. Byen har et indbyggertal på 54.312 (2020) indbyggere.

## Kendte fra Pensacola
- Roy Jones, Jr.
- Daniel James Jr.